# 16883 Adeenedenton
16883 Adeenedenton è un asteroide della fascia principale. Scoperto nel 1998, presenta un'orbita caratterizzata da un semiasse maggiore pari a 2,795890 UA e da un'eccentricità di 0,069791, inclinata di 0,241689° rispetto all'eclittica. Ha un diametro di 7,776 km.